# Men in Black (Film)
Men in Black (auch MIB) ist eine US-amerikanische Science-Fiction-Komödie aus dem Jahr 1997 mit Tommy Lee Jones und Will Smith in den Hauptrollen. Regie führte Barry Sonnenfeld. Das Thema des Films basiert auf der Miniserie Men in Black von Malibu Comics, welche Verschwörungstheorien über Agenten in schwarzen Anzügen im Dienst amerikanischer Regierungsbehörden parodiert. Der Film startete am 11. September 1997 in den deutschen Kinos.

## Handlung
Am Anfang verfolgen Agent K und sein Partner D einen Außerirdischen, der illegal auf der Erde ist. Nachdem sie ihn eliminiert haben, weil der Außerirdische unwissende Menschen angriff, quittiert D den Dienst, da er sich wegen seines Alters der Aufgabe nicht mehr gewachsen fühlt.
Der New Yorker Polizist James Edwards verfolgt einen Kriminellen, der schließlich Suizid begeht, indem er sich von einem Dach des Guggenheim-Museums stürzt. Dieser war ein Außerirdischer. Kurz darauf tritt Agent K in Edwards’ Leben, der ihn für die Geheimorganisation „Men in Black“ (MIB) rekrutiert. Edwards erfährt, dass Außerirdische schon seit Jahrzehnten auf der Erde leben, welche laut K so etwas wie „Casablanca ohne Nazis“ sei. Außerirdische aus allen Teilen der Galaxis können auf der Erde Asyl beantragen. Die MIB erteilen Aufenthaltserlaubnisse und kümmern sich vor allem darum, dass diese sich nicht allzu sehr danebenbenehmen. Illegal eingewanderte Aliens werden abgeschoben oder eliminiert. Ein besonderes Hilfsmittel, um ihre Tätigkeit vor den anderen Menschen zu verbergen, ist der „Neuralisator“, ein oft benutzter Gedächtnis-Löscher. Edwards entscheidet sich für ein Leben bei den MIB.
Nachdem bei Edwards alle Identifikationsmerkmale entfernt sind, ist er fortan Agent J und arbeitet an der Seite von Agent K. Derweil ist ein illegal gelandetes Rieseninsekt, eine extrem bösartige Schabe auf der Suche nach einer Mini-Galaxie und versteckt sich dabei in der Hauthülle des Farmers Edgar. Die Galaxie, eine Super-Energiequelle, wurde von Aliens auf der Erde versteckt. Durch Befragungen von Außerirdischen und gezielte Recherche kommen Agent K und Agent J der Schabe auf die Spur. Diese hat derweil einen arquilianischen Prinzen und Hüter der Mini-Galaxie, Gentle Rosenberg, ausfindig gemacht und ihn und seinen Freund umgebracht. Die Mini-Galaxie im Halsband der Katze Rosenbergs erkennt er noch nicht. So wird die Katze mit dem Namen Orion mit den Leichen in das Leichenschauhaus, in dem Dr. Laurel Weaver arbeitet, gebracht. Der Prinz verrät kryptisch den Ort der Galaxie, stirbt aber anschließend.
Als die Schabe erkennt, wo sich die Galaxie befindet, sind auch J und K im Leichenschauhaus, um die Katze mitzunehmen, weil anderenfalls die ganze Erde durch ein Schlachtschiff der Arquilianer zerstört wird. Die Schabe nimmt Dr. Weaver als Geisel und flieht zum Gelände der New York World’s Fair 1964. Die Aussichtstürme des New York State Pavilions sind versteckte Raumschiffe. Mit Hilfe verschiedener Gadgets und futuristischer Waffen verhindern J und K, dass die Riesenschabe die Mini-Galaxie in Besitz nimmt. Dr. Weaver rettet beiden das Leben, als die Schabe nochmals versucht, die beiden zu attackieren. K quittiert seinen Dienst und überlässt J den Neuralisator, um sich von ihm seine Erinnerung an die MIB und die Aliens auslöschen zu lassen und nach 35 Jahren Dienst zu seiner Frau zurückzukehren. Dr. Laurel Weaver wird schließlich als Agentin L Partnerin von J.
Zum Ende des Films zieht sich die Kamera in den Himmel zurück, dann weiter in den Weltraum, vorbei an unserem Sonnensystem und an Millionen von Sternen. Am Ende erkennt man, dass sich unsere Milchstraße innerhalb eines kugelförmigen Behälters befindet, der einer Murmel ähnelt. Diese Murmel wird von einer alienartigen Hand gegen eine zweite Murmel geworfen, die ebenfalls eine Galaxie enthält. Beide Murmeln werden dann durch die Hand aufgehoben und in eine Tasche voller Murmeln gelegt.

## Erfolg und Rezeption
„Eine ironisch-circensische Persiflage auf das Science-Fiction-Genre, die durch ihre optische Brillanz ebenso verblüfft wie durch ihre stupende Zitierwut. Bei aller ausgelassenen Fabulierlust findet der Film zwangsläufig zu keiner inhaltlichen Vertiefung, bietet aber stets kurzweilige Unterhaltung.“

„So hervorragend Sonnenfelds Inszenierung, die herrlich an die Space Age erinnernden Bauten oder die makellosen Spezialeffekte auch sein mögen, seine entscheidenden Trümpfe hält ‚Men in Black‘ mit seinem hervorragenden Starduo in der Hand. Smith' laxe Sprüche bilden einen idealen Gegenpol zu Jones' lakonischer Coolness. […] Natürlich hätte dieser James Bond für das ironische Zeitalter weniger kalkuliert ausfallen können – zu keinem Moment streift der Film seine kühle, wissende Hülle ab –, aber wie auch das sensationelle Einspiel in den USA beweist, wird das den Siegeszug dieses maßgeschneiderten Blockbusters in keinster Weise behindern.“

„Vielleicht ist die ‚Men in Black‘-Story nicht gerade innovativ. Aber selbst wenn Sonnenfeld und sein ausführender Produzent Spielberg […] die fliegende Untertasse nicht neu erfunden haben, kann das spritzige Drehbuch – neben den sehr menschlichen Aliens – mit genug durchgeknallten Einfällen für gut anderthalb Stunden Popcorn-Unterhaltung aufwarten. […] Fazit: Köstlicher Science-Fiction-Spaß mit vielen netten Aliens von nebenan.“

„Gute Effekte, spritziger Humor, rasante Aktion sowie zwei ausgezeichnet aufgelegte Hauptdarsteller und ein großer Reigen an faszinierenden Ideen machen ‚Men In Black‘ zu einem zwar anspruchsfreien, dennoch aber rundum gelungenen Unterhaltungsfilm mit einer Extraportion Coolness.“

Der Film spielte bei einem Budget von 90 Millionen US-Dollar allein in den USA 250 Millionen Dollar ein, weltweit waren es 590 Millionen US-Dollar.

## Synchronisation
Die deutsche Synchronisation entstand in einem Studio der PPA Film, der Synchronfirma des Synchronsprechers Pierre Peters-Arnolds in München.
| Figur                                 | Originalsprecher  | Deutscher Sprecher    |
| ------------------------------------- | ----------------- | --------------------- |
| Agent Jay / James Darrell Edwards III | Will Smith        | Jan Odle              |
| Agent Kay / Kevin Brown               | Tommy Lee Jones   | Ronald Nitschke       |
| Zed                                   | Rip Torn          | Lambert Hamel         |
| Dr. Laurel Weaver                     | Linda Fiorentino  | Anke Reitzenstein     |
| Abschleppwagen-Fahrer                 | Peter Linari      | Manfred Erdmann       |
| Beatrice                              | Siobhan Fallon    | Sandra Schwittau      |
| Botschafter / Rosenburg               | Mike Nussbaum     | Horst Sachtleben      |
| Edgar                                 | Vincent D’Onofrio | Pierre Peters-Arnolds |
| Frank, der Hund                       | Tim Blaney        | Mogens von Gadow      |
| Jack Jeebs                            | Tony Shalhoub     | Kai Taschner          |
| Koch                                  | Boris Ljoskin     | Fred Maire            |
| Newton                                | David Cross       | Claus Brockmeyer      |
| Redgick                               | Patrick Breen     | Florian Halm          |

## Cameoauftritte
Mehrere bekannte Personen haben Cameoauftritte, indem sie kurzzeitig als Alien verkleidet auf den Monitoren zu sehen sind: Regisseur Barry Sonnenfeld und seine Tochter Chloe Sonnenfeld, Danny DeVito, George Lucas, Steven Spielberg, Sylvester Stallone und sogar der Politiker Newt Gingrich. Im Abspann werden diese Namen nicht genannt.

## Auszeichnungen
- 1997 – Bogey Awards: Bogey Award in Platin gewonnen
- 1997 – MTV Video Music Award für Best Video From a Film (Will Smith: Men in Black)
- 1998 – Oscar: 3 Nominierungen, davon den für Best Make-up gewonnen (David LeRoy Anderson)
- 1998 – Golden Satellite Awards: 5 Nominierungen, davon den für Best Motion Picture gewonnen
- 1998 – MTV Movie Awards: 5 Nominierungen, davon den für Best Fight und Best Movie Song gewonnen
- 1998 – Grammy: Nominiert für Best Instrumental Composition Written for a Motion Picture or for Television
- 1998 – Golden Globe: Nominiert für Best Motion Picture – Comedy/Musical
- 1998 – BMI Film Music Award: Gewonnen (Danny Elfman)
- Außerdem noch 29 andere Nominierungen, von denen 13 gewonnen wurden

## Trivia
Will Smith steuerte auch den Titelsong Men in Black bei. Dieses Lied coverte das Stück Forget Me Nots von Patrice Rushen aus dem Jahr 1982.
Anlässlich des dritten Films veröffentlichte Activision 2012 das Videospiel zum Franchise; es erschien für die PlayStation 3, Xbox 360 und Nintendo Wii.
Von Oktober 1997 bis Juni 2001 lief in den USA die Trickfilmserie Men in Black: Die Serie, welche im Jahr 1999 in Deutschland das erste Mal und seitdem bei zahlreichen Sendern ausgestrahlt wurde.

## Fortsetzungen
Der Film wurde im Jahre 2002 mit Men in Black II und im Jahr 2012 mit Men in Black 3 sowie als Zeichentrickserie Men in Black: Die Serie (1997–2001) fortgesetzt. Im Juni 2019 erschien mit Men in Black International ein Spin-off der Filmreihe.